# Charles Gwathmey
Charles Gwathmey (Charlotte, 9 giugno 1938 – New York, 3 agosto 2009) è stato un architetto statunitense.
Diventato noto come uno dei five architects, basò la propria carriera su una rivisitazione costante, ma fedele ai principi del modernismo e di Le Corbusier. Era titolare, insieme a Heinrich Siegel, dello studio Gwathmey, Siegel & Associates di New York.

## Carriera

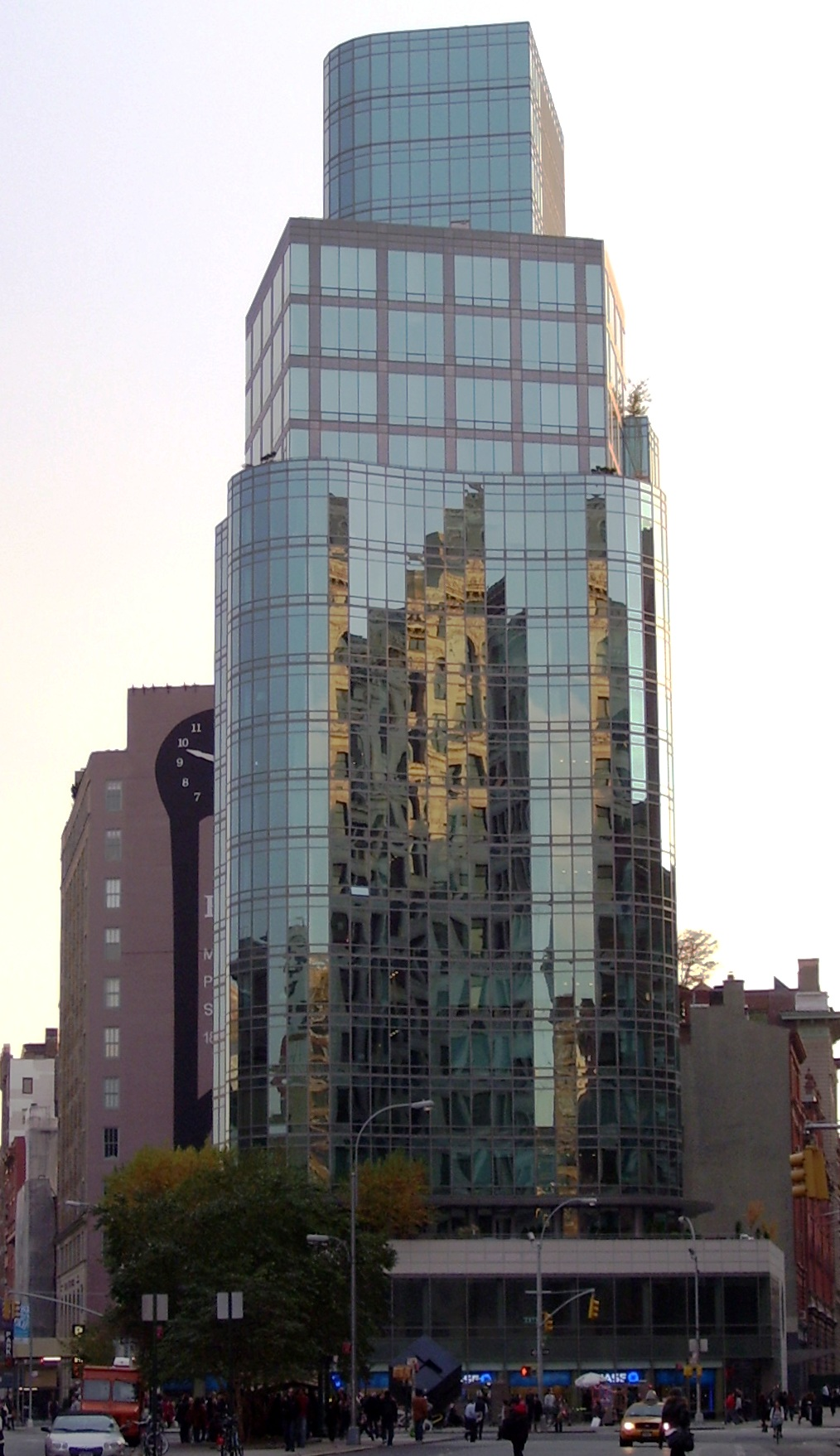
Grattacielo condominiale di Astor Place, a New York. Una delle opere più criticate di Gwathmey

Laureatosi presso la University of Pennsylvania e conseguito il master in architettura alla Yale University nel 1962, Charles passò due anni in Europa, dove visitò diverse opere di Le Corbusier. Tornato in America ebbe nel 1965 l'opportunità di progettare la casa e lo studio dei suoi genitori a Amagansett, a Long Island.
Il piccolo complesso è composto dai due edifici, rivestiti da identici listelli di legno di cedro, che sono disposti ruotati l'uno rispetto all'altro e intenti in un dialogo di forme semplici contrapposte e volutamente slegate dal contesto naturale. I materiali che Gwuathmey utilizzò sono ricercati e la cura dei dettagli è notevole. Questa opera, realizzata da Charles a soli ventott'anni, ne esprime pienamente lo stile e divenne subito la residenza più ammirata del decennio.
Diventato noto come uno dei five architects, Nel 1968 fondò insieme Heinrich Siegel lo studio Gwathmey, Siegel & Associates, del quale sarà direttore tutta la vita. Realizzò diverse case unifamiliari, oltre a edifici universitari e museali. Alcune delle opere più importanti sono:
- l'American museum of the moving image ad Astoria, New York, nel 1988
- l'ampliamento del Guggenheim Museum di New York, nel 1992
- la Henry art gallery della University of Washington a Seattle, nel 1997
- l'ampliamento della New York public library, del 2004
- gli interventi alla scuola di architettura della Yale University, iniziati nel 2006.